# Felsőilosva község
Felsőilosva község (románul: Comuna Târlișua) község Beszterce-Naszód megyében, Romániában. Központja Felsőilosva, beosztott falvai Alsóegres, Cireași, Felsőpusztaegres, Lonkafalva, Lunca Sătească, Molisetitanya, Rakatyestanya, Sándorvölgy (Románia), Úrivölgy.

## Népessége
A 2011-es népszámlálás adatai alapján a község népessége 3113 fő volt.